# GENZ
『GENZ』（ジェネジー）は、2020年4月1日から2025年3月27日までZIP-FMで放送されていたラジオ番組である。
2022年4月1日の局の番組改編に合わせてリニューアルした。

## 概要
番組タイトルは「GENERATION Z」に由来する。
デジタルネイティブなZ世代の新人ナビゲーター（月・火：Hillary、水・木：まるり）による、新世代ZIPPIEを生み出すミッドナイトプログラム。
毎回放送されるといった決まったコーナーはなく、様々なコーナーが放送される。基本的に流される曲はディレクターの選曲であり、Z世代にとって馴染みのあるナンバーが放送されることが多い。また、稀にその日解禁になった新曲等をいち早く流すこともある。
「初耳」と冒頭につけて初めて番組にメッセージを送ったリスナーにはステッカーをプレゼントしている。

## ナビゲーター

### 現在（2022年4月〜2025年3月）
- Hillary（月・火曜担当。Z世代。）

2001年7月22日生まれ（23歳）。愛知県瀬戸市出身。
アメリカ・ニューヨーク生まれ、日本育ちの現役大学生。インターナショナルスクールに通っていたが、小学5年生の時に「日本の中学校に通いたい！」という想いから日本語を勉強し始める。
2017年から2020年までラジオサンキューにて月曜夕方パーソナリティーとして活動を開始する。2018年から「ハイスクールテリア」というJK番組のメインパーソナリティーを担当。同局で放送されているaniBuzz（毎週土曜日 22:30 - 24:30）で、永田レイナと共にナビゲーターを務めている（現在は1人で担当）。
- まるり（水・木曜担当。Z世代。）

1997年3月4日生まれ（28歳）。福岡県春日市出身。
幼少期から高校3年生まで合唱団に所属。
声楽を学びながら音楽と隣り合わせの生活を送り、数々のステージに出演。
2018年4月～ 男女デュオ「まるりとりゅうが」として活動
2021年11月～ BS12【Find the DIVA 歌姫を探せ!!NEXT】MCとして出演
2022年4月～まるりソロとして始動開始
抜群の歌唱力はもちろん、動画やインスタライブで見せる、飾らず親しみやすいキャラクターと愛らしいルックスで、同世代の男女からの絶大な支持を集めている。
同局で放送されているDRAMA QUEEN（毎週金曜日 24:00 - 25:30）で、アンジェリカと共にナビゲーターを務める。 

#### 代演
Hillaryが新型コロナウイルスに感染したことを受け、2022年5月9日、10日の放送は矢方美紀、5月16日、17日の放送はまるりが担当した。
また、Hillaryがインフルエンザに感染したことを受け、2023年3月20日の放送は若林詩恩、3月21日の放送はまるりが担当した。

### リニューアル前（2020年4月〜2022年3月）
- 中川大輔（全曜日担当、ミレニアル世代）

現在は、同局のSATURDAY ON FLEEK（毎週土曜日 10:00～13:00）、d-Tunes（毎週日曜日 23:30～0:30）のナビゲーターを担当している。
- 野田つばさ（月・火曜担当、Z世代）
- 石井七瀬（水・木曜担当、Z世代）

## 沿革
ここで、番組の内容に関する日付は、放送回における日付を表すものとする。

### 2020年
- 3月29日…公式Twitter開設。
- 4月1日…放送開始（ナビゲーターは中川・石井）。石井七瀬のナビゲーターデビュー。　また、この日、ZIP-FMのYouTubeチャンネルに公式YouTube動画の投稿を開始。
- 4月6日…野田つばさのナビゲーターデビュー（なお、ZIP-FMの番組への出演は『MYSTERIOUS RADIO CULT』以来）。
- 4月14日…公式TikTok開設。
- 8月10日…JFL4局による山の日特別番組「JFL SPECIAL MEISUI MOUNTAIN TRAIL」の放送に伴い、21:55スタートの3時間スペシャルが放送。番組史上初のナビゲーター3人体制での放送となった。
- 9月22日…放送開始100回突破。

### 2021年
- 2月1日…番組構成を大幅リニューアル。
- 2月23日…2回目となる3時間スペシャルが放送。

### 2022年
- 3月29日…ナビゲーター中川&野田による「GENZ」放送終了。
- 3月31日…ナビゲーター中川&石井による「GENZ」放送終了。
- 4月4日…月・火担当 Hillary、水・木担当 まるり の新体制による「GENZ」放送開始。それに伴い、コーナーやBGMも一新された。

## ロゴ
アルファベットで「GENZ」と書かれたものであるが、「N」の部分が反転している。これが何を意味するのかについては明かされていない。なお、「GENZ」の下にある「GENERATION Z RADIO SHOW」の文字について、当初は「N」の部分が反転していなかったが、YouTube動画第8弾以降（4月14日以降）は、「N」の部分が反転した。しかしながら、依然としてロゴの統一は行われていない模様。
なお、2022年4月の改編でリニューアルした新生GENZのロゴでは「N」は反転していない。

## 放送時間
- 毎週月曜 - 木曜 23:00 - 25:00（JST）（2020年4月1日 - 2025年3月27日）
- 2020年8月10日（月）… 21:55 - 25:00（JST）

## 現在のコーナー（2022年4月～2025年3月）
コーナーの入れ替わりが激しいのが特徴。聴取率週間のみの企画もある。

### 共通コーナー
テーマメッセージ
毎回テーマを設け、それに対するメッセージを募集している。
ブレイキンジェネジー
HillaryとまるりのどちらがZ世代最強か、2か月をワンシーズンとして対決する企画。
ギャル構文（博多弁構文）
23時台前半におこなっているコーナー。日本の古き良き言葉をギャル風の言葉に変換している。2022年7月最終週からまるりは博多弁に変換する形式に変更になり、2023年4月より先生が生徒に教えるような設定が加わった。
ゲストコーナー
23時55分頃におこなっているコーナー。ゲストを迎えてトークしたり、コメントを紹介している。
電話コーナー
不定期でリスナーの悩みを電話を繋いで解決していくコーナー。
GENZまよな会議
議題を設け、Hillaryとまるりが揃って出演し案を出していくコーナー。
深夜のマヒルラリー
Hillaryとまるりがラリー形式にお題を出し合い、対決するコーナー。
GENZナンバーズ
2022年7月最終週から始まった月曜・水曜のコーナー。リスナーに番組内で○○を言う回数などについて予想してもらうコーナー。的中した場合、ステッカーをプレゼントしている。
SNS企画
初回はだいたい50日後に痩せるHillary&まるりと題して、ダイエット企画に挑戦していた。2022年8月からは「ジェネバズクイーン」と題したHillaryとまるりが動画をあげて、いいね数を競う企画と「じぇにっき」と題したHillaryとまるりが交換日記形式で絵日記を書く企画をおこなっていた。企画によってはスタッフも参戦しており、ジェネジー写真部や絵しりとり企画などをおこなっている。

### 月曜・火曜日のコーナー
Hillaryちゃんこんばんは
月曜日のメインコーナーの1つ。ツイッターの文面の冒頭に「Hillaryちゃんこんばんは」とついたメッセージに答えていくコーナー。番組ラストにはハイパーバージョンとして紹介しきれなかったリスナーの名前を読み上げることもある。
Divine GENZ
Hillaryがオンエアで起きることを事前に予想するコーナー。
FAIR NEXT INNOVATION Play with EαRTH
2023年4月開始の月曜23:55頃のORβITとおこなう30分のコーナー。
メッセージダウト
火曜日のメインコーナー。普通のお便りに嘘を混ぜて募集し、その嘘を当てながら紹介するコーナー。
ベッドルームジェネジー
火曜日終盤のコーナー。1ヶ月間にわたって、Hillaryが話を訊きたいインフルエンサーなどをルームメイトゲストに迎え、トークしていく。
GENZ総選挙
火曜日後半のコーナー。テーマについて総選挙を行うインスタを使った企画。
はい本番!よーい、リアクション!
リアクションメッセージを読んでいくコーナー。
Hillaryのボイスサンプル
2022年7月最終週から始まったコーナー。リスナーのメッセージをお題に沿ったキャラクター・読み方で読んでいく。
カムカムエヴリディ
2022年7月最終週から始まったコーナー。SNSで話題になるかもしれないニュースを初見で読んでいき、噛んだら曲(ヤバイTシャツ屋さんの「とりあえず噛む」のサビの一部分)が流れる。
ゆっくりジェネジー
2022年8月から始まったコーナー。ゆっくりと話すおそ子と会話をしている。
悩みみが深い
2022年10月から始まったコーナー。いわゆるお悩み相談コーナー。

### 水曜・木曜日のコーナー
まるりちゃんこんばんは
水曜日のメインコーナーの1つ。ツイッターの文面の冒頭に「まるりちゃんこんばんは」とついたメッセージに答えていくコーナー。番組ラストにはハイパーバージョンとして紹介しきれなかったリスナーの名前を読み上げることもある。
クイズわたくしごとですが
2022年10月から始まった水曜日のメインコーナーの1つ。リスナーから自身にまつわるクイズを募集し、まるりが答えるコーナー。「焼肉おいしいね～」「チャーハンぐらいうまい」「カステラ」などスタッフがSEで惑わすこともある。
Hey! まるり
リスナーからのさまざまな質問にまるりが答える木曜日のコーナー。
クイズの時間
2022年7月最終週より始まった木曜日のコーナー。ある曲をランランという歌詞でAIが歌い、それが何の曲かインスタグラムのストーリーズを通して当ててもらうコーナー。
星のタイヨウ選手権 → ily選手権
まるりの曲『星のタイヨウ』のリリースに合わせて始まったコーナー。曲紹介の口上を募集している。以降、新曲が出るたびにおこなっている。
おしえてまるり先生
テーマに沿った話題に対する意見をLINEで募集するコーナー。
深夜のお悩み伝書鳩 → お悩みAI
リスナーのお悩みに答えていくコーナー。LINEの冒頭に「お悩みポッポ」と書くことを推奨している。7月最終週からはお悩みAIに変更となった。
メッセージはメッセージフォームのみならず、Twitter、LINEなどからも受け付けている。リクエストソングも随時、募集している。月曜、火曜のコーナーをまるりが、水曜、木曜のコーナーをHillaryが挑戦するインターン企画などもおこなっている。

### 過去のコーナー
ツキオビ
番組グッズ案などHillaryとまるりがそれぞれの曜日で案を出していたコーナー。
ラジオドンキ
お題に対するとっておきの商品を紹介していたコーナー。一旦は閉店したが、2022年7月、radikoのInstagramが募集した「あのラジオ番組の〇〇コーナーが好き!」で紹介されたことをきっかけに、復活した。
ジェネリク
月曜日と水曜日のコーナー。まるりからのお題に沿ったリクエストを募集、一番良かったリクエストを選んで名誉顧問に任命していた。
でっけえなちっちぇな
大きい出来事は小さな声で、小さい出来事は大きな声で叫んでいたコーナー。
GENZほめまクリニック
月曜日のコーナー。リスナーから頑張ったことやほめてほしいことを募集している。
ネイルのコーナー
月曜日のコーナー。Hillaryの趣味であるネイルについて紹介している。
Life of the ArtZ
2022年6月から8月までの月曜日のコーナー。名古屋芸術大学の学生にインタビューしていた。
Road to 「Save Earth & Music Festival」
Save Earth & Music Festival SDGs カーボンニュートラルFesに向けて毎週ゲストを迎えて、トークしていた水曜日のコーナー。
逆さまるり
水曜日のコーナー。曲を逆再生し、それが何の曲か当てるリスナー参加型のコーナー。現在はまるりに関する言葉を逆再生したものを当てるコーナーとなっていた。
まるり先生の独り言
木曜日のコーナー。保健室の先生の設定でテーマについてや流行について話していた。
まるリク
木曜日のコーナー。まるりがリクエストを受けた曲をアカペラで歌っていた。
ジェネガチャ
2022年7月最終週より始まった木曜日のコーナー。お題の言葉の入ったメッセージを募集し、いいねの最高峰・ジェーネに選ばれたリスナーにガチャの権利が与えられ、プレゼントが決まった。
タレコミGENZ
2022年7月最終週より始まった木曜日のコーナー。面白い人や美味しいお店などの情報を募集していた。